# Federico Ruiz
Federico Pablo Ezequiel Ruiz (sinh ngày 18 tháng 5 năm 1989) là một cầu thủ bóng đá người Argentina thi đấu cho Sintrense theo dạng cho mượn từ Sporting.

## Sự nghiệp câu lạc bộ
Anh ra mắt chuyên nghiệp tại Primera B Metropolitana cho Deportivo Merlo vào ngày 2 tháng 9 năm 2014 trong trận đấu trước Tristán Suárez.
Anh ký hợp đồng cho Sporting vào ngày 2 tháng 6 năm 2016 cùng ngày với người anh Alan. Anh được gửi đi theo dạng cho mượn đến câu lạc bộ hạng ba Sintrense đến hết mùa giải 2016–17 vào ngày 24 tháng 8 năm 2016.

## Cá nhân
Anh là anh trai của Alan Ruiz.